# سوورنگاچیه
سوورنگاچیه (به لهستانی:  Swornegacie) یک روستا در لهستان است که در گمینا خوینگتسه واقع شده‌است. سوورنگاچیه ۵۵۵ نفر جمعیت دارد.